# Kim Jong-kwon
Kim Jong-kwon (* 27. února 1990) je jihokorejský fotbalista, který hraje jako obránce za Ulsan HD FC a jihokorejskou reprezentaci.

## Reprezentační kariéra
V roce 2009 se zúčastnil univerziády. Hrál také na Mistrovství světa U20 2009. V tomto roce také hrál za futsalovou reprezentaci.
Na Letních olympijských hrách 2012 dopomohl Jižní Koreji k zisku bronzové medaile.
Byl členem týmu na Mistrovství světa ve fotbale 2014, odehrál všechny 3 zápasy ve skupině.
Hrál na Mistrovství Asie ve fotbale 2015, kde se Jižní Korea dostala až do finále.
Hrál také na Mistrovství světa ve fotbale 2018 a Mistrovství světa ve fotbale 2022. V osmifinále Mistrovství světa 2022 odehrál svůj stý zápas za reprezentaci, Jižní Korea prohrála s Brazílií.